# Superfinition

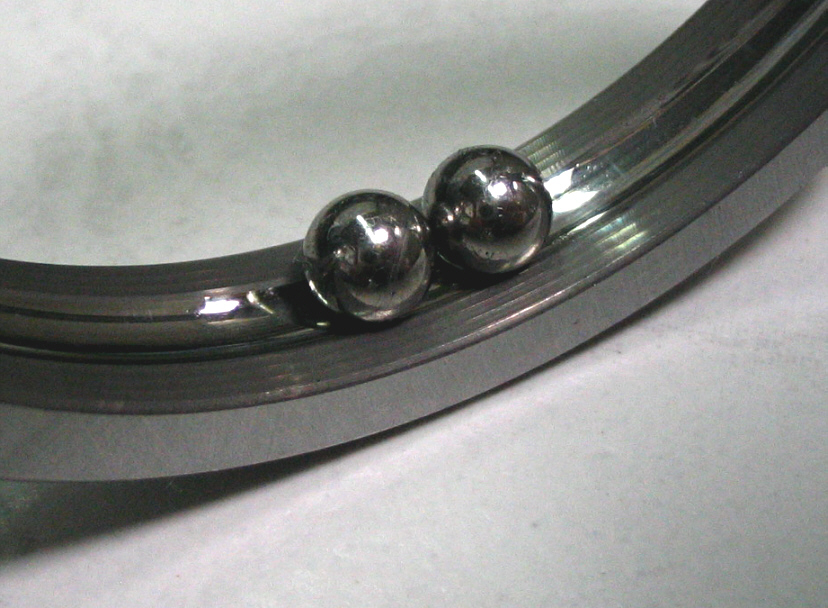
Photographie de billes usinées avec une grande précision grâce à la superfinition.

La superfinition est une action d'usinage qui vise à obtenir des pièces de très haute qualité, au-delà des capacités de la rectification.
Elle opère sur deux caractères :
- la forme de la surface obtenue en définitive : l'usinage à l'outil laisse sur la surface un certain nombre de raies ou de stries (que le rodage masque partiellement) ;
- la structure superficielle du métal usiné : l'usinage à l'outil conduit à de grandes élévations de température pouvant atteindre 1 000 °C à l'extrémité de l'outil ; celui-ci arrache, d'autre part, des éléments de copeaux ; il en résulte une détérioration superficielle due à la fusion de particules de métal qui se ressoudent ensuite.

À cela s'ajoute l'agglutination de corps étrangers : limailles, lubrifiant, saletés, etc., qui contribuent à former une structure superficielle fragile et peu homogène, appelée couche de Beilby.
La superfinition consiste à enlever la couche de Beilby, de manière à faire disparaître les stries et les défauts géométriques
La différence essentielle entre superfinition et rectification porte sur le mouvement de coupe de l'abrasif. L'action très rapide de la meule est remplacée par celle d'une pierre abrasive à mouvement rectiligne alternatif. Ce mouvement de vibration a une fréquence d'environ 25 coups par seconde et une amplitude de 1 à 5 mm. L'abrasif travaille à faible vitesse (10 à 20 m/min, contre 3 000 m/min en polissage)

## Autres formes de superfinition
- Le pierrage
- Le rodage
- Le galetage
- La tribofinition